# Blahnița de Sus
Blahnița de Sus – wieś w Rumunii, w okręgu Gorj, w gminie Săcelu. W 2011 roku liczyła 463 mieszkańców.